# Thanh toán quốc tế
Thanh toán quốc tế là một trong số các nghiệp vụ của ngân hàng trong việc thanh toán giá trị của các lô hàng giữa bên mua và bên bán hàng thuộc lĩnh vực ngoại thương, tuy nhiên cũng có trường hợp đặc biệt không cần thông qua ngân hàng là thanh toán quốc tế qua tiền mã hóa (ví dụ: Bitcoin, Ethereum). Các phương thức thanh toán quốc tế phổ biến nhất hiện nay là:
1. Chuyển tiền bằng: Điện chuyển tiền (TT: Telegraphic Transfer Remittance) hoặc bằng Thư chuyển tiền (MTR: Mail Transfer Remittance).
2. Trả tiền lấy chứng từ (C.A.D: Cash Against Document).
3. Nhờ thu (Collection).
4. Tín dụng thư (L/C: Letter of Credit).

## Chuyển tiền
Người mua sẽ chuyển tiền của mình thông qua một ngân hàng trong nước cho người bán một phần hoặc toàn bộ giá trị lô hàng (tuỳ theo hợp đồng ngoại thương).
Theo phương thức này người chuyển tiền (Remitter) ra lệnh cho ngân hàng của mình (Remitting bank) chuyển cho ngân hàng mà người bán (bên thụ hưởng) có tài khoản (Beneficiary bank). Sau khi nhận được tiền thì người bán sẽ tiến hành giao hàng.

## Trả tiền lấy chứng từ
Người mua sẽ ký với ngân hàng C.A.D một bản ghi nhớ gồm 2 phần:
1. Mở một tài khoản tín chấp (Trust account) mang tên người mua cho người bán hưởng lợi.
2. Yêu cầu về bộ chứng từ thanh toán mà người bán phải xuất trình cho ngân hàng C.A.D

Sau đó người mua chuyển tiền vào tài khoản tín chấp. Ngân hàng C.A.D thông báo cho người bán về việc tài khoản tín chấp đã được mở. Sau khi nhận được thông báo từ ngân hàng, người bán tiến hành giao hàng và thành lập bộ chứng từ thanh toán. Nếu bộ chứng từ hợp lệ thì ngân hàng C.A.D sẽ thực hiện thanh toán cho người bán. Ngân hàng C.A.D sẽ chuyển bộ chứng từ cho người mua để nhận hàng.

## Nhờ thu
Người bán sau khi giao hàng sẽ uỷ quyền cho ngân hàng, nhờ ngân hàng thu hộ số tiền hàng của người mua ở nước ngoài. Phân loại nhờ thu:
1. Nhờ thu chấp nhận chứng từ (D/A: Document against Acceptance)
2. Nhờ thu kèm chứng từ (D/P: Document against Payment)
3. Nhờ thu kèm điều khoản/điều kiện đặc biệt khác (Documents against other terms and conditions)

Ngoài ra còn có thể phân loại Nhờ thu trơn (người bán chỉ gửi kèm giấy tờ tài chính như hối phiếu) và Nhờ thu kèm chứng từ (người bán gửi thêm các giấy tờ thương mại như hóa đơn, vận đơn đường biển, phiếu đóng gói, v.v.)
Quy trình cụ thể như sau:
Sau khi gửi hàng, người bán sẽ gửi bộ chứng từ hàng hoá kèm theo Hối phiếu (Bill of Exchange hay còn gọi là Draft) và chỉ dẫn nhờ thu (Collection Instruction) cho ngân hàng mà mình nhờ thu (Remitting bank). Ngân hàng này có thể dùng đại lý của mình hoặc thông qua một ngân hàng khác mà ngân hàng này có tài khoản ở nước người mua (Collecting bank) để thực hiện việc thu hộ tiền hàng. Collecting bank sẽ gởi bộ chứng từ và hối phiếu cho người mua. Nếu là nhờ thu chấp nhận chứng từ thì người mua hàng sẽ ký chấp nhận lên hối phiếu và gửi lại cho ngân hàng nhờ thu. Nếu là nhờ thu kèm chứng từ: Người mua sẽ gửi lại cho ngân hàng lệnh chi. Đối với nhờ thu kèm các điều khoản đặc biệt, collecting bank sẽ chỉ giao chứng từ trên cơ sở thỏa mãn các điều kiện trên chỉ dẫn nhờ thu.

## Tín dụng thư
Lỗi: không có trang nào được chỉ định (trợ giúp).